# Catedral de Tsilkani
La catedral de la Madre de Dios de Tsilkani (en georgiano: წილკნის ღვთისმშობლის ტაძარი, translit.: ts'ilk'nis ghvtismshoblis t'adzari) es una iglesia ortodoxa georgiana ubicada en el pueblo de Tsilkani, distrito de Mtskheta, en la región de Mtskheta-Mtianeti, Georgia. Originalmente construida en el siglo IV, fue repetidamente remodelada durante la Edad Media. Está inscrita en la lista de monumentos culturales inamovibles de Georgia.

## Ubicación
La catedral de Tsilkani se encuentra en el centro del pueblo epónimo-al noroeste de la antigua ciudad de Mtskheta—en el margen izquierdo del Narekvavi, un afluente del río Aragvi. El pueblo, lugar de túmulos de la Edad del Bronce tardío y de otros hallazgos arqueológicos, es también notable por la cripta cristiana del siglo IV - V, con una inscripción griega en su pared.

## Historia

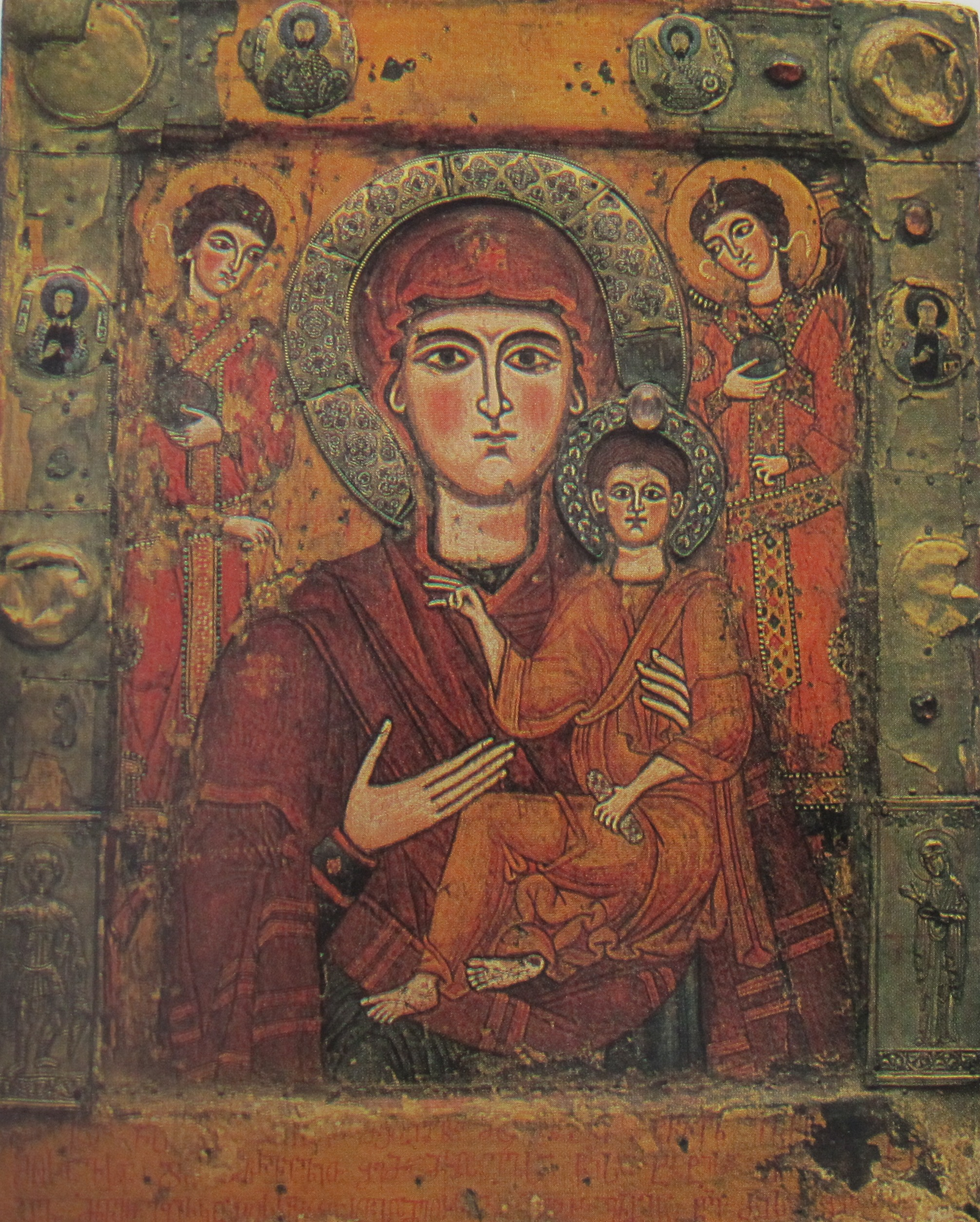
Odighitria de Tsilkani

La iglesia de Tsilkani es acreditada por las crónicas georgianas medievales a Aspacures III de Iberia (r. c. 365–380), hijo de Mirian III, el primer rey cristiano de Kartli—Iberia de las fuentes clásicas. Originalmente una iglesia de salón, la catedral fue replanteada como una basílica de tres naves en el siglo V o VI y, eventualmente, reconstruida como una iglesia con cúpula en el siglo XII o XII. Fue renovada en el siglo XVI-XVII. También fue asociada en la tradición georgiana medieval —elaborada en los himnos del siglo XIII del clérigo Arsen Bulmaisimisdze—con el monje Jesse de Antioquía, quien fue uno de los trece padres asirios en viajar a Kartli alrededor de 545. Se sostiene que su tumba aún está conservada en la iglesia. La catedral fue sede del arzobispo de Tsilkani.
La catedral albergó la venerada Virgen Odighitria de Tsilkani, un icono de la Virgen y el Niño del siglo IX. El icono fue repintado y restaurado a principios del siglo XII, pero los rostros pintados con témpera acústica quedaron intactos. En 1926, el icono fue trasladado para su conservación al Museo Nacional de Georgia en Tiflis.

## Diseño

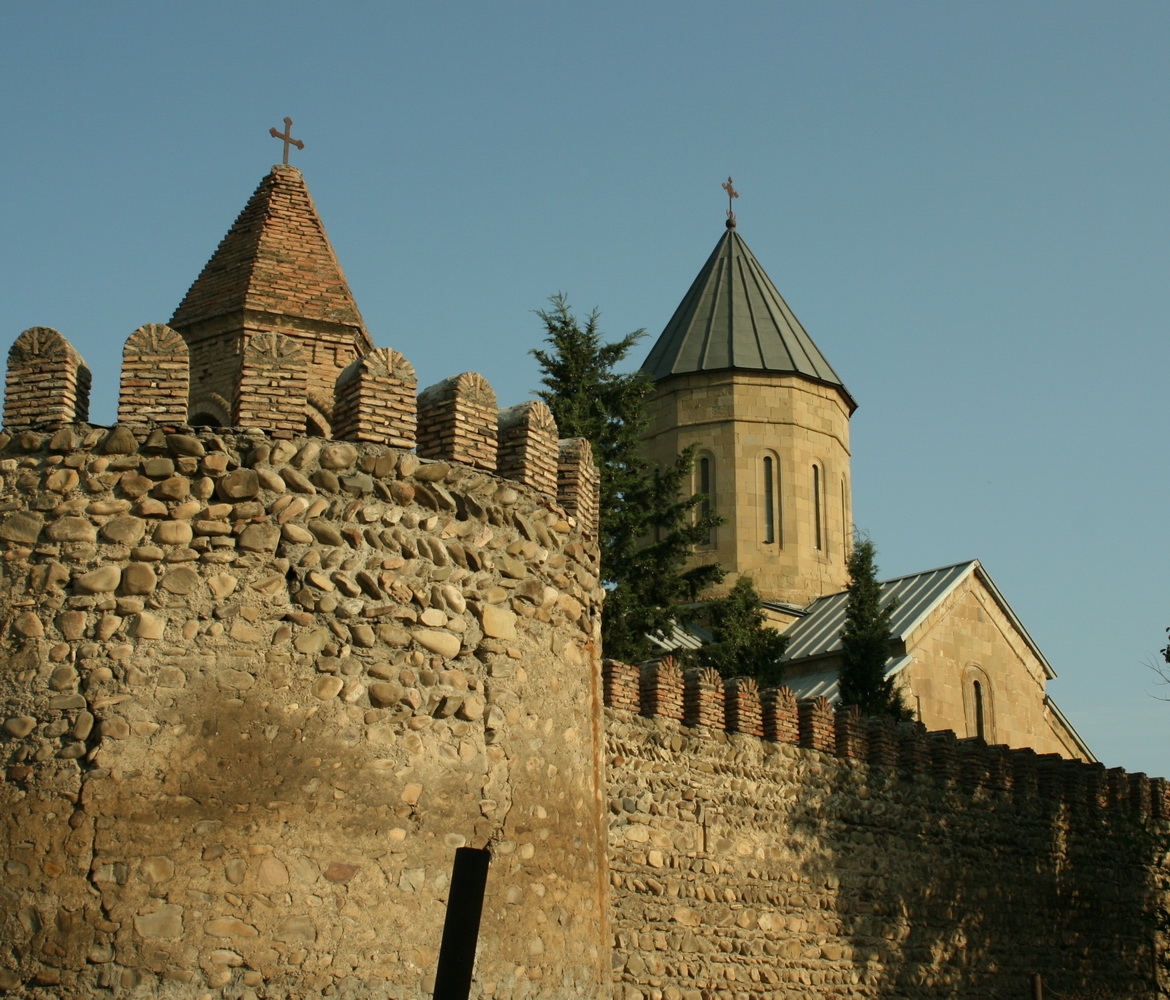
Una torre con campanario

La iglesia existente, que mide 28 × 24 m, fue construida en gran parte de bloques de arenisca revestidos, es un edificio cruzado en cuadrado, con un ábside semicircular y una cúpula central sostenida sobre cuatro pilares independientes. La base de la cúpula está perforada con 12 ventanas. El interior también está iluminado con 10 ventanas cortadas en las paredes. La iglesia tiene tres entradas. Al porche sur se une una pequeña iglesia con un ábside semicircular y dos nichos, conectados a través de una puerta a la nave sur de la catedral. La iglesia tiene restos de gruesas pinturas murales, que datan del siglo XV al XVIII.
La catedral está encerrada en un muro de piedra de finales del siglo XVIII, que mide 58 × 72 m. El muro es atravesado por una puerta de ladrillo en arco al suroeste y una serie de troneras y torres de esquina redondeadas, una de las cuales, al sureste, está coronada por un campanario hexagonal del siglo XIX.